# کورکور دم‌پرستویی
کورکور دم‌پرستویی (نام علمی: Elanoides forficatus) یک پرنده شکاری از زیرخانوادهٔ سارگپه‌عسلیان است که از جنوب شرقی ایالات متحده تا شرق پرو و شمال آرژانتین زادآوری می‌کند. این تنها گونه از سردهٔ Elanoides است. بیشتر زادآوران آمریکای شمالی و مرکزی و زمستان را در در آمریکای جنوبی می‌گذرانند، جایی که این گونه در تمام سال ساکن است.

## آرایه‌شناسی و رده‌بندی
کورکور دم‌پرستویی نخست به عنوان "باز دم‌پرستویی" با نام "accipiter cauda furcata" (باز دم‌چنگالی) توسط طبیعت‌شناس انگلیسی مارک کیتسبی در سال ۱۷۳۱ توصیف شد. نام علمی دوجمله‌ای Falco forficatus توسط کارل لینه در ویرایش دهم سامانه طبیعت که در سال ۱۷۵۸ منتشر شد به آن داده شد. او این گونه را در نسخه ۱۲ام از ۱۷۶۶ این Falco furcatus تغییر داد. املای اخیر به‌طور گسترده در قرن ۱۸ و ۱۹ مورد استفاده قرار گرفت، اما املای اصلی دارای اولویت است. سرده Elanoides توسط پرنده‌شناس فرانسوی لویی ژان پیر ویلو در سال ۱۸۱۸ معرفی شد. این نام از یونان باستان elanos برای "بادبادک" و -oides برای "شبیه کردن" است.

## ویژگی‌های ریخت‌شناسی

صفحه ۷۲ پرندگان آمریکا اثر جان جیمز اودوبون که «باز» یا کورکور دم‌پرستویی را به تصویر می‌کشد.

طول این گونه ۵۰ تا ۶۸ سانتیمتر (۲۰ تا ۲۷ اینچ) طول، با گستردگی بال تقریباً ۱٫۱۲–۱٫۳۶ متر (۳٫۷–۴٫۵ فوت) است. افراد نر و ماده شبیه هم به نظر می‌رسند. وزن بدن ۳۱۰–۶۰۰ گرم (۱۱–۲۱ اونس) است. بدن دارای تضاد زیاد سیاه و سفید است. پرهای پرواز، دم، پاها، نوک همه سیاه هستند. بخش رویی بالها به همراه دم، پاها و منقار سیاه است. بخش زیرین بالها تا حدی سیاه و در بخشی سفید است. ویژگی دیگر دم دراز و دوشاخه دراز به طول ۲۷٫۵–۳۷ سانتیمتر (۱۰٫۸–۱۴٫۶ اینچ) است، از این رو نام به وی نام «دم‌پرستویی» دادند. بالها نیز نسبتاً کشیده هستند، زیرا اندازه بال ۳۹–۴۵ سانتیمتر (۱۵–۱۸ اینچ) است. قلم پا ۳٫۳ سانتیمتر (۱٫۳ اینچ) نسبت به اندازه پرنده ۵۰ تا ۶۸ سانتی‌متر کوتاه است. طول دم چنگالی ۲۷٫۵ تا ۳۷ سانتی‌متر است.
کورکورهای دم‌پرستویی جوان نسبت به بالغان رنگ تیره‌تری دارند و دم آن به خیای دوشاخه نیست.

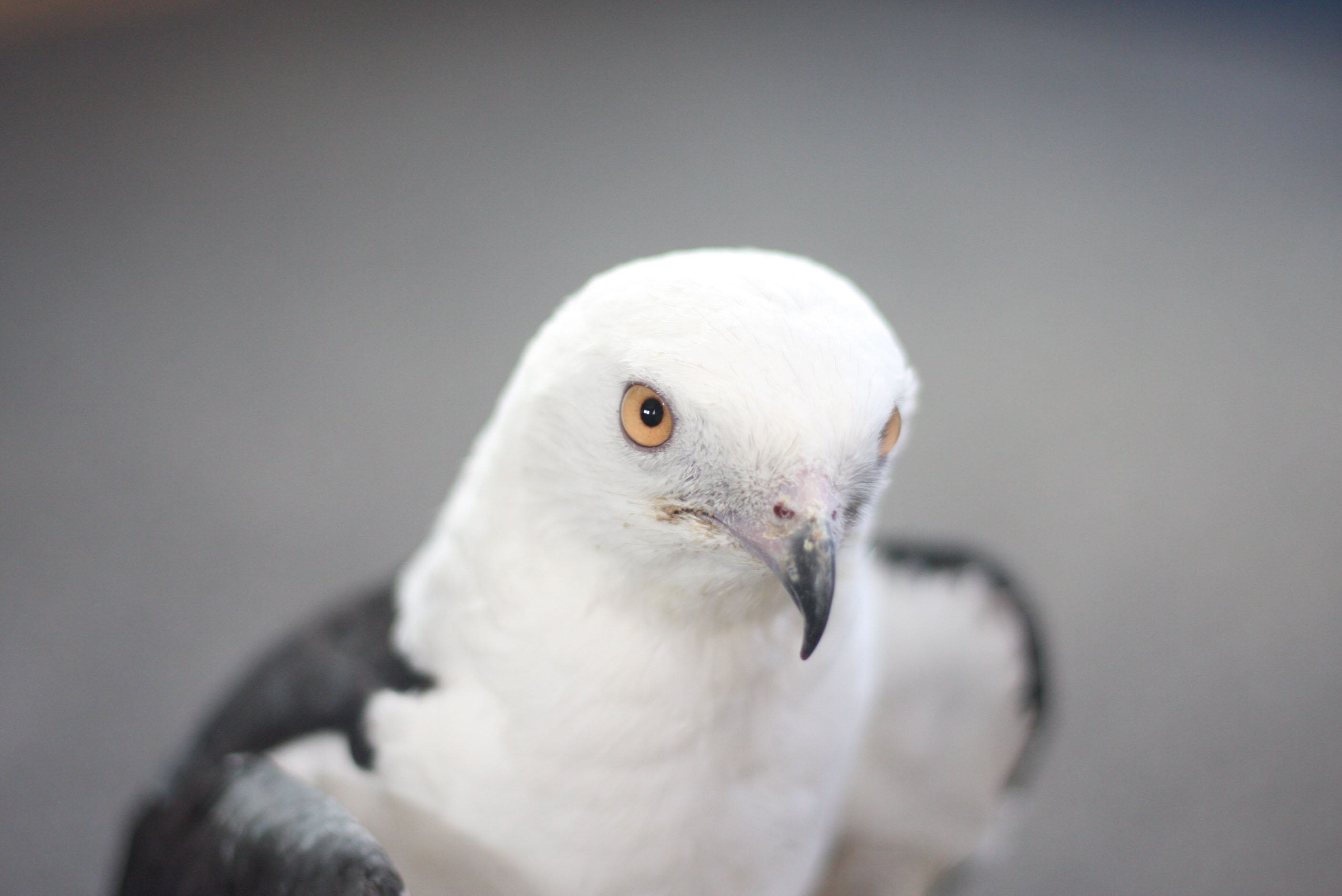
کورکور دم‌پرستویی

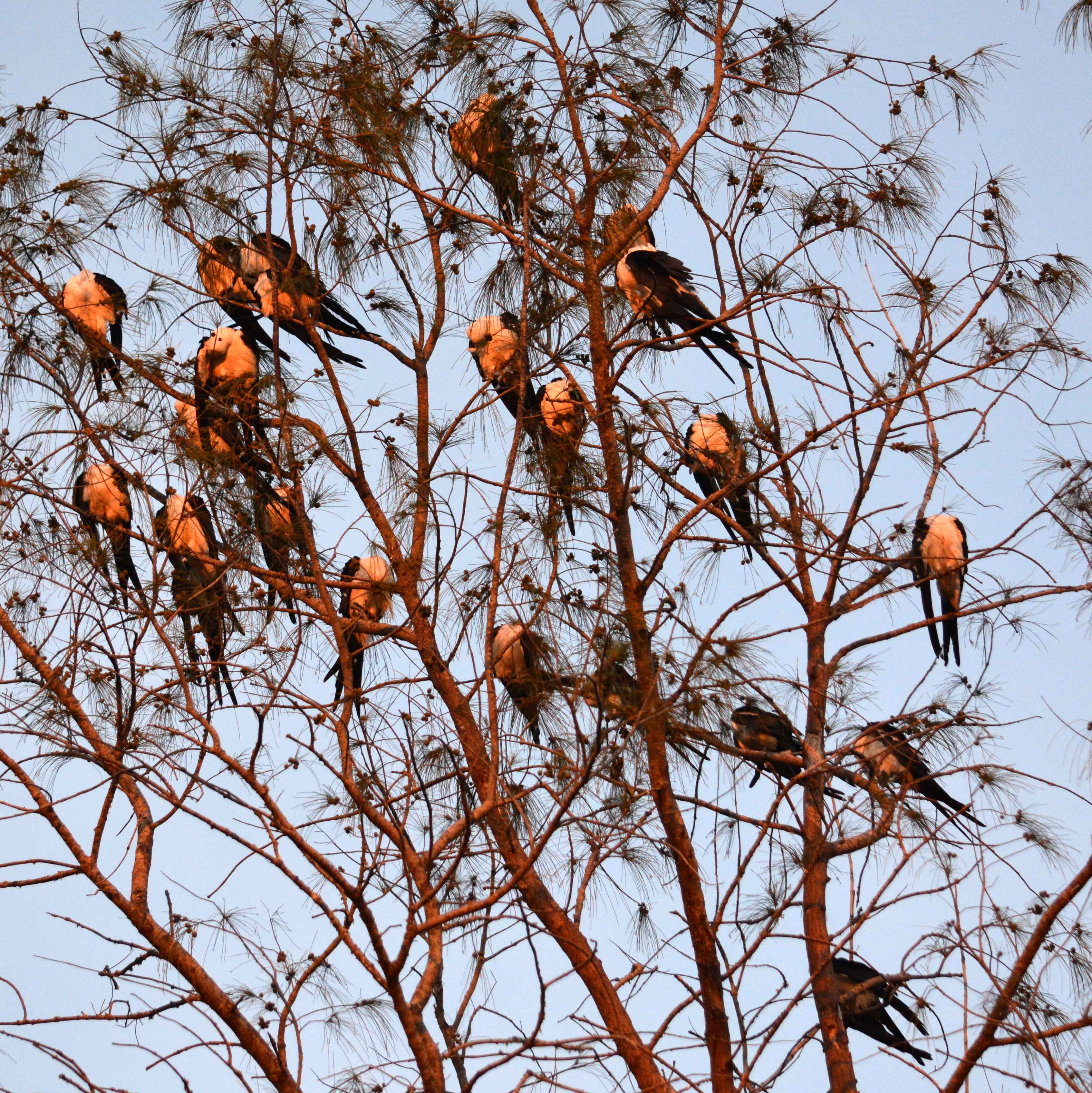
گروهی بیش از ۲۰ کورکور دم‌پرستویی که در غروب آفتاب در جزیره سانیبل، فلوریدا گرد هم می‌آیند.